# Courage (Zeitschrift)
Courage (Titelzusatz  Berliner Frauenzeitung,  1978 geändert in aktuelle Frauenzeitung) war eine  feministische Zeitschrift, die von 1976 bis 1984 in West-Berlin erschien.
Die selbstverwaltete  autonome Courage galt als Sprachrohr und Kommunikationsplattform der autonomen links-feministischen Szene in der Bundesrepublik Deutschland und Berlin, verstand sich als politische, linke Alternative zur Emma und spielte damit für die westdeutsche Frauenbewegung dieser Jahre eine besondere Rolle. Sie griff Themen auf, die im gesellschaftlichen Klima der damaligen Zeit als äußerst heikel galten, und machte den angesprochenen Frauen Mut, ein selbstbestimmtes Leben zu führen. Neben aktuellen politischen Fragen behandelte die Zeitschrift auch Themen wie häusliche Gewalt, Vergewaltigung, Prostitution, Gesundheit und Sexualität sowie internationale Aspekte wie Klitorisbeschneidung in Afrika.
Die Nullnummer der Zeitschrift erschien am 17. Juni 1976. Von ihrer ersten regulären Ausgabe im September 1976 bis zur Märzausgabe 1984 erschien die Courage  fast ausnahmslos monatlich und hatte eine Auflage von bis zu 70.000 Exemplaren. Zu den Gründerinnen gehörten Sibylle Plogstedt, Sabine Zurmühl, Barbara Duden, Christa (Chrille) Müller und Monika Schmid. Das Redaktionskollektiv wollte auch Frauen außerhalb der Frauenbewegung erreichen, daher sollte die Zeitschrift nicht nur in Frauenzentren und Frauenbuchläden, sondern auch in Kiosken angeboten werden. Aufgrund interner Konflikte und finanzieller Probleme wurde die Zeitschrift 1984 eingestellt.
Der Titel Courage (französisch für „Mut“) bezieht sich auf die Hauptfigur von Grimmelshausens Roman Trutz Simplex oder Lebensbeschreibung der Ertzbetrügerin und Landstörtzerin Courasche „als Sinnbild der kämpferisch selbständig handelnden Frau“.